# الگوریتم تاد–کاکسیتر
در نظریه گروه‌ها، الگوریتم تاد–کاکسیتر (انگلیسی: Todd–Coxeter algorithm) که توسط جی. ای. تاد و اچ. اس. ام. کاکسیتر در سال ۱۹۳۶ ایجاد شده، الگوریتمی برای حل مسئله آمارگیری هم‌مجموعه‌ها است.